# Carlitos (football, 1985)
Pour les articles homonymes, voir Carlitos.
Carlos Emanuel Soares Tavares, surnommé Carlitos (né le 23 avril 1985 à Almada au Portugal), est un footballeur international cap-verdien. Il termine sa carrière en 2020 au poste de défenseur à Casa Pia en deuxième division portugaise.

## Biographie

### En club
Carlitos commence sa carrière dans son pays natal, le Portugal, en jouant avec de nombreux clubs amateurs, ne restant que rarement plus qu'une saison avec la même équipe. Sa seule saison passée dans un championnat professionnel est en 2007-2008 où il joue en Liga Orangina avec le Portimonense Sporting Clube. 
En 2011, il quitte le Portugal pour l'île de Chypre. Il se joint alors à l'AEL Limassol. Il remporte le championnat chypriote dès la première année en plus d'être finaliste de la Coupe et de la Supercoupe de Chypre.

### En équipe nationale
Carlitos joue son premier match international en 2012. Il joue 6 matchs internationaux cette année-là.
En 2013, il fait partie des 23 joueurs retenus pour disputer la Coupe d'Afrique des nations 2013[réf. nécessaire] Il participe aux quatre matchs joués par son pays lors du tournoi.

## Palmarès
AEL Limassol
- Championnat de Chypre
  - Champion : 2012